# Ригель (балка)

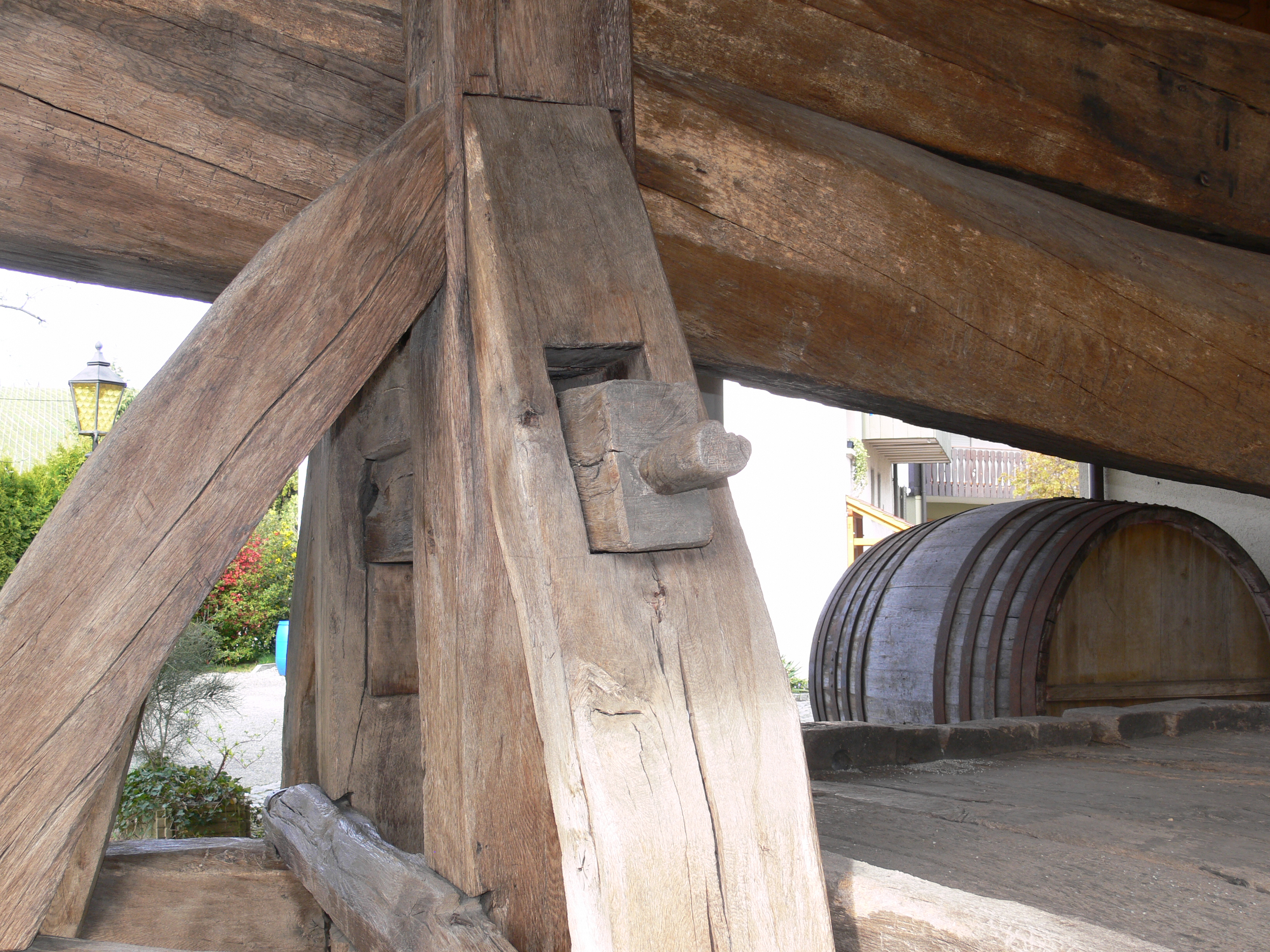
Дерев'яний ригель

Ри́гель (від нім. Riegel — «засув», «поперечина») — лінійний переважно горизонтальний тримальний елемент (балка, стрижень) конструкцій будинків (споруд) рамного типу. З'єднує жорстко або шарнірно вертикальні елементи — колони, стояки (ригелеві рами), служить опорою балок (прогонів) і плит (ригелеві перекриття, покриття).
Розрізняють ригелі: металеві, залізобетонні й дерев'яні; суцільні (прямокутного, таврового або ін. поперечного перерізу) та ґратчасті.